# NGC 6570
NGC 6570 (другие обозначения — UGC 11137, MCG 2-46-8, ZWG 84.22, VV 537, IRAS18088+1404, PGC 61512) — галактика в созвездии Змееносец.
Этот объект входит в число перечисленных в оригинальной редакции «Нового общего каталога».